# 府川志風
府川 志風（ふかわ しふう、寛保元年（1741年） - 文化2年閏8月28日（1805年10月8日））は、江戸時代の俳人。武蔵国桶川宿本陣の8代目。甚右衛門豊義。俳号を志風。横田柳几の門人。柳几の追善に発刊された「春眠集」に「消る身や世にをしまるゝ春の雪」の句が載っている。俳人の与野の鈴木荘丹らと親交をもった。65歳で没する。辞世の句は、「法の旅花野や杖の曳ちから」（墓石に刻まれている）。墓所は桶川市の大雲寺。子の府川不莠（ふゆう、甚右衛門義重）も俳人。